# 范布倫縣 (田納西州)
范布倫縣（英語：Van Buren County）是美國田納西州中部的一個縣。面積711平方公里。根據美國2000年人口普查，共有人口5,508人。縣治斯賓塞 (Spencer)。
建於1840年，以紀念建縣時的總統的馬丁·范布倫。直至2006年止，本縣未設交通燈。